# خوان أولوا
خوان أولوا (بالإسبانية: Juan Ulloa)‏ هو لاعب كرة قدم ومدرب كرة قدم كوستاريكي في مركز الهجوم، ولد في 5 فبراير 1935 في ألاخويلا في كوستاريكا، وتوفي في 11 فبراير 2017. شارك مع منتخب كوستاريكا لكرة القدم. أما مع النوادي، فقد لعب مع ريال بيتيس وكلوب ليون ونادي أورورا.

## وصلات خارجية
- خوان أولوا على موقع قاعدة بيانات كرة القدم.إي يو (الإنجليزية)
- خوان أولوا على موقع ناشيونال فوتبول تيمز (الإنجليزية)